# Svetlana Kriveljova
Svetlana Vladimirovna Kriveljova (Russisch: Светлана Владимировна Кривелёва) (Brjansk, 13 juni 1969) is een voormalige Russische kogelstootster. Hoogtepunten van haar sportcarrière waren het winnen van olympisch goud (1992) en viermaal de wereldtitel (eenmaal outdoor en driemaal indoor). Tot 1991 vertegenwoordigde ze op internationale wedstrijden de Sovjet-Unie, daarna Rusland.

## Biografie

### Eerste successen
Op de Europese indoorkampioenschappen van 1987, haar eerste internationale wedstrijd, won Kriveljova gelijk een bronzen medaille met een worp van 16,67 m. Haar eerste goud won ze in 1991 op de Sovjet-kampioenschappen. In dat jaar won ze ook het kogelstoten op de universiade in het Engelse Sheffield door de Chinese Zhou Tianhua (zilver) en de Duitse Agnes Deselaers te verslaan.

### Wereldtitels
In 1993 won Kriveljova haar eerste wereldtitel. Op de wereldindoorkampioenschappen van 1993 in Toronto versloeg ze de Duitse Stephanie Storp en de Chinese Zhang Liuhong. Later won ze ook het kogelstoten op de WK indoor in 1999. In 2004 werd Svetlana Kriveljova tweede op de WK indoor in Boedapest. Ze kreeg later toch het goud toebedeeld toen bleek, dat de Oekraïense Vita Pavlysj voor de tweede maal in haar carrière positief getest werd op doping. Pavlysj werd verdacht van het gebruik van anabole steroïden. Haar medailles werden haar ontnomen en ze kreeg een levenslange schorsing. Tweede werd nu de Cubaanse Yumileidi Cumbá en derde de Duitse Nadine Kleinert.
Eerder dat jaar versloeg Kriveljova op de wereldkampioenschappen van 2003 in Parijs nog de Wit-Russische Nadzeja Astaptsjoek (zilver) en de later op doping betrapte Vita Pavlysj (brons).

### Tweestrijd op de Russische kampioenschappen
In 2004 ontspon zich een spannende strijd tussen Kriveljova en haar landgenote Irina Korzjanenko. Beiden waren dat jaar de besten van de wereld en stootten in deze wedstrijd elk viermaal meer dan 20 meter. In de derde ronde nam Kriveljova de leiding met 20,14. Korzjanenko verbeterde dit met 20,79. Kriveljova kon hier niet meer voorbij komen, stootte 20,69, en moest genoegen nemen met een tweede plaats.

### Olympische Spelen
Svetlana Kriveljova deed in totaal viermaal mee aan de Olympische Spelen. Bij haar debuut in 1992 werd ze olympisch kampioene in Barcelona. Met een persoonlijk record van 21,06 versloeg ze de Chinese Huang Zhihong en de Duitse Kathrin Neimke. Vier jaar later in Atlanta stootte ze bijna 3 meter minder ver en sneuvelde ze in de kwalificatieronde. Op de Olympische Spelen van Sydney in 2000 werd ze met 19,37 vierde.
In 2004 werd ze vierde op de Olympische Spelen van Athene. Winnares Irina Korzjanenko werd echter positief getest op het verboden middel Stanozolol, waardoor Kriveljova promoveerde naar de derde plaats en dus alsnog een bronzen medaille veroverde.

### Diskwalificatie en schorsing
Eind 2012 maakte het IOC bekend dat zij, acht jaar na dato, had besloten om vier atleten hun olympische medailles, behaald op de Olympische Spelen van 2004 in Athene, af te pakken vanwege overtreding van het dopingreglement. Een van hen was Svetlana Kriveljova. Het IOC kwam tot dit opmerkelijke besluit, nadat op haar verzoek 105 urinemonsters, waaronder dat van Kriveljova, opnieuw waren geanalyseerd. Deze mogelijkheid bestaat tegenwoordig, sinds alle afgenomen urinemonsters vanaf de Spelen van 2004 worden bewaard in een laboratorium in Lausanne. In april 2013 kwam de Russische Atletiekfederatie hier nog eens overheen met een tweejarige schorsing vanaf 2 april 2013, terwijl alle resultaten van Kriveljova werden geschrapt van 18 augustus 2004 tot 17 augustus 2006.

## Titels
- Olympisch kampioene kogelstoten - 1992
- Wereldkampioene kogelstoten - 2003
- Wereldkampioene indoorkogelstoten  - 1993, 1999, 2004
- Sovjet-kampioene kogelstoten - 1991
- Sovjet-indoorkampioene kogelstoten - 1991
- Russisch kampioene kogelstoten - 1992, 1998, 1999, 2000, 2002, 2003
- Russisch indoorkampioene kogelstoten - 1993, 2003

## Persoonlijke records
| Onderdeel             | Prestatie | Datum           | Plaats    |
| --------------------- | --------- | --------------- | --------- |
| kogelstoten (outdoor) | 21,06 m   | 7 augustus 1992 | Barcelona |
| kogelstoten (indoor)  | 20,69 m   | 22 januari 1999 | Moskou    |

## Palmares

### kogelstoten
- 1987:  EJK - 16,64 m
- 1988: 4e WJK - 16,91 m
- 1991: 8e WK indoor - 18,58 m
- 1991:  Universiade - 19,62 m
- 1991:  WK - 20,16 m
- 1992:  OS - 21,06 m
- 1993:  WK indoor - 19,57 m
- 1993:  Grand Prix Finale - 19,61 m
- 1993:  WK - 19,97 m
- 1996:  Europacup - 17,70 m
- 1997: 10e WK - 17,38 m
- 1999:  WK indoor - 19,08 m
- 1999:  Europacup - 18,36 m
- 1999:  WK - 19,43 m
- 2000: 4e EK indoor - 18,96 m
- 2000: 4e OS - 19,37 m
- 2001:  WK indoor - 19,18 m
- 2001: 9e WK - 18,70 m
- 2001:  Grand Prix Finale - 18,21 m
- 2002:  EK - 19,56 m
- 2002:  Europacup - 19,63 m
- 2003: 5e WK indoor - 19,57 m
- 2003:  Europacup - 18,98 m
- 2003:  WK - 20,63 m
- 2003:  Wereldatletiekfinale - 19,66 m
- 2004:  WK indoor - 19,90 m
- 2004:  OS - 19,49 m
- 2004: 6e Wereldatletiekfinale - 17,55 m
- 2005: 4e WK - 19,16 m
- 2005: 8e Wereldatletiekfinale - 17,33 m

1948: Micheline Ostermeyer ·
1952: Galina Zybina ·
1956: Tamara Tysjkevitsj ·
1960: Tamara Press ·
1964: Tamara Press ·
1968: Margitta Gummel ·
1972: Nadezjda Tsjizjova ·
1976: Ivanka Hristova ·
1980: Ilona Slupianek ·
1984: Claudia Losch ·
1988: Natalja Lisovskaja ·
1992: Svetlana Kriveljova ·
1996: Astrid Kumbernuss ·
2000: Janina Koroltsjik ·
2004: Yumileidi Cumbá ·
2008: Valerie Vili ·
2012: Valerie Adams ·
2016: Michelle Carter ·
2020: Gong Lijiao ·
2024: Yemisi Ogunleye
1983 Helena Fibingerová ·
1987 Natalja Lisovskaja ·
1991 Huang Zhihong ·
1993 Huang Zhihong ·
1995 Astrid Kumbernuss ·
1997 Astrid Kumbernuss ·
1999 Astrid Kumbernuss ·
2001 Janina Koroltsjik ·
2003 Svetlana Kriveljova ·
2005 Nadzeja Astaptsjoek ·
2007 Valerie Vili ·
2009 Valerie Vili ·
2011 Valerie Adams ·
2013 Valerie Adams ·
2015 Christina Schwanitz ·
2017 Gong Lijiao ·
2019 Gong Lijiao ·
2022 Chase Ealey ·
2023 Chase Ealey